# Tả Tông Đường
Tả Tông Đường (chữ Hán: 左宗棠; bính âm: Zuǒ Zōngtáng, hoặc còn được đọc là Tso Tsung-t'ang; 10 tháng 11 năm 1812 – 5 tháng 9 năm 1885), tên tự là Quý Cao (季高), hiệu Tương Thượng Nông nhân (湘上农人), là một nhân vật lịch sử đời nhà Thanh, quan lại và danh tướng kiệt xuất cuối đời nhà Thanh. Ông là người đã có công trấn áp cuộc khởi nghĩa Thái Bình Thiên Quốc, trải qua các chức vụ Tổng đốc Mân – Chiết, Tổng đốc Thiểm – Cam, đã thành lập Phúc Châu thuyền cục với xưởng đóng tàu Mã Vĩ (Phúc Kiến) nổi tiếng là nền tảng của Hải quân Trung Quốc, sau đó đến Thiểm Tây đàn áp cuộc khởi nghĩa của Niệm quân và là người dẫn quân chinh Tây, thu phục Tân Cương về cho Triều đình nhà Thanh, cuối đời làm Tổng đốc Lưỡng Giang và Quân cơ đại thần, đóng vai trò lớn trong việc vận động thành lập Hải quân Nha môn năm 1885.
Ông cùng với Tăng Quốc Phiên, Lý Hồng Chương và Trương Chi Động được xưng là "Vãn Thanh Tứ đại Danh thần".

## Tiểu sử

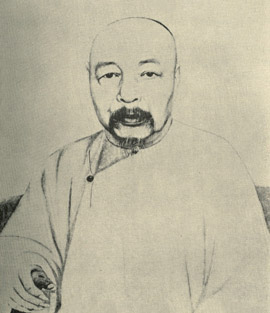
Tranh vẽ Tả Tông Đường

Tả Tông Đường là người tỉnh Hồ Nam, Trung Quốc (nay là phía bắc huyện Thường Sơn thuộc Hồ Nam). Ông sinh vào ngày 7 tháng 10 (âm lịch) năm Gia Khánh thứ 17 (1812). Năm 4 tuổi, ông đã theo ông nội là Tả Nhân Cẩm (左人锦) đọc sách ở Ngô Đường tư thục. Đến năm 6 tuổi đã bắt đầu học "Tứ thư", "Ngũ kinh", 9 tuổi bắt đầu học bát cổ văn.
Năm ông 19 tuổi thì bắt đầu đi học tại thư viện Thành Nam Trường Sa, được thầy giáo khen ngợi chăm học các tác phẩm Tống Nho, coi trọng việc học.
Năm Đạo Quang thứ 12 (1832), ông cưới Chu Di Đoan, ở rể nhà họ Chu. Cùng năm, ông quyên tiền để có thân phận Giám sinh nhưng thi rớt kỳ thi Hương. Đạo Quang Đế yêu cầu chấm kĩ càng "Di quyển", nhờ vậy mà ông được bổ sung làm Cử nhân thứ 18. Về sau, ông ba lần tham gia hội thí nhưng đều trượt, từ đó không hề tham gia khoa cử nữa. Ông vào giảng dạy trong Lễ Lăng Lục Giang Thư viện.
Năm thứ 17 (1837), Tổng đốc Lưỡng Giang là Đào Chú về quê thăm viếng, Tả Đông Đường đã viết một cặp câu đối nhận được lời khen của Đào Chú, từ đó mà quan hệ thân thiết, tiến vào Mạc phủ của Đào Chú và kết làm thông gia. Năm 1851, ông đã được bổ nhiệm vào quân sư cho viên Tuần phủ tỉnh Hồ Nam. Ông đảm nhiệm vị trí cố vấn quân sự này khoảng 8 năm trước khi gia nhập vào Tương quân dưới trướng của Tăng Quốc Phiên vào năm 1858.

## Sự nghiệp

### Tham gia Tương quân
Năm Hàm Phong thứ 8 (1858), tháng 3, tướng lĩnh kiệt xuất của Thái Bình Thiên Quốc là Trần Ngọc Thành, Lý Tú Thành cùng liên hợp tác chiến, một lần nữa đánh bại đại doanh Giang Nam của quân Thanh. Thanh thế của quân Thái Bình Thiên Quốc nổi lên như sấm động. Về sau, Lý Tú Thành lại xua quân đông tiến, đánh chiếm vùng Giang Tô; Trần Ngọc Thành kéo quân trở về An Khánh, tấn công mạnh vào Tương quân. Để cứu vãn tình thế nguy kịch, triều đình nhà Thanh cử Tăng Quốc Phiên làm Tổng đốc Lưỡng Giang, Khâm sai đại thần Đốc biện Giang Nam quân vụ, Hiệp biện Đại học sĩ. Tăng Quốc Phiên lại chuyển quân từ Túc Tùng đến Kỳ Môn thuộc phía nam An Huy, đồng thời sai Tả Tông Đường đến Trường Sa để tuyển mộ 5000 binh sĩ mới, thành lập một đạo binh riêng để kéo quân chi viện cho An Huy.

### Thành lập Sở quân
Tháng 5, Tả Tông Đường đã dựng lá cờ "Sở quân" tại Trường Sa. Ông chọn một số tướng lĩnh cũ của Tương quân, như Thôi Đại Quang, La Cận Thu, Hoàng Thiếu Xuân, đều là những người dũng cảm lại chất phác, sai họ chiêu mộ tân binh, xây dựng 4 doanh, mỗi doanh 500 người; 4 tổng tiêu, mỗi tổng tiêu 320 người. Ngoài ra lại tuyển thêm 200 chiến sĩ tinh nhuệ, chia thành 8 đội gọi là Thân binh. Ông lại tiếp nhận 1400 người thuộc binh sĩ cũ của Vương Hâm, một dũng tướng của Tương quân trước kia. Như vậy, đội quân của ông đã có đủ 5000 người.

### Giao chiến với quân Thái Bình Thiên Quốc
Tháng 8, Tả Tông Đường kéo quân Sở từ Trường Sa định theo đường Lễ Lăng tiến vào Giang Tây và đến gặp Tăng Quốc Phiên tại Kỳ Môn. Nhưng khi đi được nửa đường, ông được biết tin quân Thái Bình đã chiếm được một trọng trấn ở phía nam An Huy là Quy Châu, nên chuyển sang đường khác đi ngang Nam Xương, Lạc Bình để tiến vào cửa ngõ phía tây bắc tỉnh Giang Tây là Cảnh Đức trấn. Mục đích của Tăng Quốc Phiên muốn Tả Tông Đường bảo vệ con đường vận lương tại Kỳ Môn, đồng thời ngăn chặn không cho quân Thái Bình từ An Huy kéo vào Giang Tây. Sau khi quân Sở kéo đến Cảnh Đức trấn, có một cánh quân Thái Bình tiến vào dò thám. Tả Tông Đường liền phái Vương Khai Lâm dẫn Lão Tương doanh đẩy lui, lại phái Lương Khai Hóa và Lưu Điển chặn đánh quân Thái Bình giữa đường, khiến họ đại bại phải rút đi. Quân Sở thừa thắng tiến chiếm luôn Đức Hưng, rồi ngày đêm hành quân cấp tốc chiếm lĩnh luôn Vụ Nguyên. Quân Sở mới ra tiền tuyến giành được thắng lợi đầu tiên và đứng vững chân tại Giang Tây.
Tháng 11, quân Thái Bình do tướng Lý Thế Hiền kéo tới bao vây Kỳ Môn. Còn tướng Hoàng Văn Kim cũng dẫn mấy vạn quân tấn công quân Sở. Tả Tông Đường sai Hoàng Thiếu Xuân dẫn một cánh quân đi bọc hậu đánh vào quân Thái Bình, làm cho Hoàng Văn Kim phải rút lui. Sau đó, Tăng Quốc Phiên sai dũng tướng Bào Siêu đến phối hợp phục kích Hoàng Văn Kim và tấn công chiếm được Kiến Đức. Nhờ đó, Kỳ Môn được giải vây.
Năm thứ 9 (1859), tháng 2, Lý Thế Hiền dẫn đại quân tới tấn công liên tiếp và chiếm được Vụ Nguyên, Cảnh Đức trấn khiến quân Sở bị tổn thất và phải lui về Lạc Bình. Tháng 3 hai bên đánh nhau một trận lớn tại Lạc Bình. Quân Thái Bình chia 3 đường để tấn công, nhưng quân Sở đã củng cố thành trì không ra ứng chiến. Họ đào hào dẫn nước để ngăn chặn địch quân. Quân Thái Bình nhảy qua hào, mở cuộc tấn công, đôi bên giằng co hơn 10 ngày, quân Sở chết và bị thương rất nhiều. Cuối cùng, Tả Tông Đường xuống lệnh chia quân thành 3 cánh, vượt ra khỏi hào để phản kích. Bản thân Tả Tông Đường chỉ huy cánh quân trung lộ đánh xáp lá cà với quân Thái Bình. Quân của Lý Thế Hiền đại bại trong đợt phục kích này, buộc phải rút lui. Chỉ ít lâu sau, Lý Thế Hiền chuyển quân vào Triết Giang, mấy tháng liền đánh đâu thắng đó, chiếm được các trọng trấn như Nghiêm Châu, Thiệu Hưng, Ninh Ba, Đài Châu,... Tháng 11, cánh quân này lại đánh chiếm Hàng Châu. Tuần phủ Chiết Giang là Vương Hữu Linh thắt cổ tự tự. Tăng Quốc Phiên sau khi tiếp nhận được chiếu chỉ liền mật tấu lên triều đình tiến cử Tả Tông Đường giữ chức Tuần phủ Chiết Giang.

### Khôi phục Chiết Giang
Năm Đồng Trị nguyên niên (1861), tháng giêng, Tả Tông Đường tiến quân vào Chiết Giang. Trước tiên ông tấn công và chiếm được Khai Hóa. Đến tháng 2, từ hướng tây tiến sang hướng đông, tới đâu đẩy lui được quân Thái Bình tới đó. Quân Thái Bình tiến vào Chiết Giang rất đông, các tướng như Lý Thế Hiền, Uông Hải Dương... đều rất dũng cảm, thiện chiến, thế lực của họ rất to. Hai quân tranh giành nhau từng vùng đất một tại phía tây tỉnh Triết Giang, kéo dài một hai năm.
Sau cuộc chính biến Kỳ Tường tại Bắc Kinh, Từ Hi Thái Hậu và Cung Thân vương Dịch Hân chấp chính đại quyền trong triều đình. Nhằm nhanh chóng trấn áp cuộc khởi nghĩa Thái Bình Thiên Quốc, triều đình đã chấp nhận chủ trương của một bộ phận quan liêu và mại bản ở vùng duyên hải là "mượn binh lực phương Tây để tiễu trừ Thái Bình Thiên Quốc". Thế là họ cấu kết với những tổ chức của người ngoại quốc trên đất nước Trung Hoa, xây dựng thành những đạo binh "trang bị súng ống ngoại quốc" để đánh nhau với Thái Bình Thiên Quốc. Thế là vào tháng 4 niên hiệu Đồng Trị nguyên niên, số quân này đã đánh chiếm được Ninh Ba và những địa phương khác, rồi từ phía đông tỉnh Chiết Giang chuyển sang tấn công ở phía tây tỉnh này.
Tháng 11, quân Sở tấn công chiếm được Nghiêm Châu, rồi chia thành nhiều đường tiếp tục tiến về Hàng Châu. Mùa xuân năm Đồng Trị thứ 2, các cánh quân của nhà Thanh lần lượt chiếm được các thành Thang Khê, Kim Hoa, Vũ Nghĩa, Thiệu Hưng... Địa bàn quân Thái Bình chiếm đóng ngày càng thu hẹp. Tháng 8, Tả Tông Đường chỉ huy toán quân hỗn hợp giữa quân Sở và quân Pháp gọi là "Thường thắng quân" tấn công chiếm được thành Phú Dương, sau đó lại tấn công chiếm được thành Hàng Châu là tỉnh lị tỉnh Triết Giang, có địa vị rất quan trọng đối với toàn cục. Quân Thái Bình khi hay tin quân triều đình sắp tiến công, đã vội vàng xây thêm những ụ chiến đấu trên khắp 4 mặt thành. Họ còn đào hào sâu để quyết tâm tử thủ. Cuối tháng 8, quân Sở đã kéo tới sát chân thành và đã triển khai những trận đánh từ bên ngoài. Tháng 11, Tả Tông Đường kéo quân từ Nghiêm Châu đến Phú Dương, rồi lại tiếp tục chuyển tới Dư Hàng để thị sát tình hình quân sự tại đây. Tháng 12, các cánh quân đã áp sát thành Hàng Châu và bao vây thành này hết sức chặt chẽ.
Lúc bấy giờ, tình hình ở phía đông nam của quân Thái Bình cũng đang thất lợi. Lý Hồng Chương chỉ huy Hoài quân tác chiến tại vùng Giang Tô, và đã đánh thắng liên tiếp, lần được chiếm được các thành Tô Châu, Vô Tích, xử tử hơn 2 vạn quân Thái Bình. Trong khi đó Tương quân siết chặt vòng vây Thiên Kinh, ngày đêm tấn công không ngừng nghỉ. Về mặt tâm lý, quân Thái Bình đã bắt đầu chao đảo. Ở Giang, Triết đã xảy ra nhiều sự kiện quân sĩ của họ nổi loạn và xin đầu hàng với quân triều đình. Bên trong thành Hàng Châu, binh sĩ của họ cũng đang tỏ ra hoang mang.
Năm thứ 3 (1864), tháng 2, Tả Tông Đường hạ lệnh tấn công mạnh vào thành. Quân thủy bộ của quân Sở phối hợp tích cực, đã trước tiên hạ được các lũy ở ngoài thành. Sau đó, họ chia quân tiến công vào 5 cửa thành. Quân Thái Bình sau nhiều trận kịch chiến, đã không còn đủ sức cố thủ, bèn lợi dụng đêm khuya mở cửa thành phía bắc để phá vòng vây. Quân Sở liền từ các của tràn vào, chiếm được Hàng Châu.
Sau khi thành Hàng Châu bị mất, quân Thái Bình xem như mất tấm bình phong che chắn ở phía Đông Nam, Thiên Kinh ngày càng trở nên cô lập, sự thất bại đã thấy rõ và không còn đảo ngược được nữa. Tương quân do Tăng Quốc Thuyên chỉ huy 5 vạn quân bao vậy Thiên kinh trong 2 năm, đến tháng 5 năm 1864 Tương quân đã chiếm được Thiên Kinh sau nhiều trận chiến ác liệt. Trong vòng 3 ngày sau đó quân Thanh chém hơn 10 vạn người trong thành. Cuộc khởi nghĩa nông dân của Thái Bình Thiên Quốc kéo dài được 14 năm, quân đội tung hoành khắp mười mấy tỉnh, ảnh hưởng đến toàn quốc, tiếng tăm oanh liệt, tới đây xem như thất bại.

### Tổng đốc Mân-Chiết
Sau khi Thiên Kinh thất thủ, hai phía nam bắc của Trường Giang vẫn còn tàn quân của họ đến mười mấy vạn người. Phía bắc Trường Giang còn quân đội của Lại Văn Quang, về sau đã gia nhập vào Niệm quân trở thành một bộ phận của đội quân này. Ở phía Giang Nam, quân đội do Thị Vương Lý Thế Hiền và Khang Vương Uông Hải Dương chỉ huy sau khi thất thủ Hàng Châu và Dư Hàng, vẫn còn đến hơn 10 vạn. Họ đã kéo vào Giang Tây, rồi lại tiếp tục kéo xuống phía Nam đến các vùng Thinh Châu, Long Nham, Chương Châu nằm về phía tây nam của Phúc Kiến. Đi tới đâu họ đánh chiếm tới đó, làm cho các địa phương liên tục dâng sớ về triều đình cầu cứu.
Triều đình lại sai Tả Tông Đường kéo quân xuống Phúc Kiến đảm nhận chức Tổng đốc Mân – Chiết, đồng thời chịu trách nhiệm trấn áp tàn quân Thái Bình kéo về đây. Tháng 10, Tả Tông Đường dẫn các bộ tướng cùng xuống Phúc Kiến để đánh dẹp tàn quân Thái Bình. Lý Thế Hiền, Uông Hải Dương bị quân Sở truy kích vào mùa xuân năm Đồng Trị thư 4 (1865), buộc phải chia thành nhiều cánh quân tiến vào vùng Quảng Đông. Trên đường đi họ phải đánh nhau nhiều trận và bị tổn thất nặng nề. Những cánh quân của Tả Tông Đường cũng truy kích theo thật sát, không buông tha và cũng đã truy kích tới Quảng Đông.
Tháng 7, Lý Thế Hiền bị Uông Hải Dương tàn sát, thế lực càng thêm yếu. Tháng 12, Uông Hải Dương lui vào châu Gia Ứng, tổ chức một cuộc chống trả cuối cùng. Cùng tháng, Tả Tông Đường chỉ huy các cánh quân phát động một cuộc tổng tiến công, tàn quân của Uông Hải Dương bị tiêu diệt hoàn toàn. Uông Hải Dương cũng bị trúng đạn chết giữa mặt trận. Quân Thái Bình rút chạy vào thành, suy tôn Tăng Vương Đàm Thế Nguyên lên thay. Nguyên vốn nhu nhược nên hoảng hốt vội mở cửa nam chạy ra.
Quân Thanh truy kích tới núi Hoàng Sa. Quân Thái Bình bị quân Thanh vây kín và bị giết chết, không còn sót lấy một mạng. Thái Bình Thiên Quốc tan rã hoàn toàn. Từ đó cuộc chiến tranh kéo dài 14 năm giữa Tương quân và quân Thái Bình kết thúc qua trận đánh của Tả Tông Đường.
Nhờ công lao này Tả Tôn Đường được triều đình gia phong tước Nghi Dũng Nhị đẳng bá.

### Trấn áp Niệm quân
Lực lượng Niệm quân được hình thành trong những năm cuối đời Đạo Quang tại miền bắc, hoạt động theo từng nhóm gọi là niệm. Trong lúc đầu của Thái Bình Thiên Quốc, Niệm quân – quân khởi nghĩa nông dân đã hoạt động tại Giang Tô, An Huy, Sơn Đông, Hà Nam trở thành quân đồng minh của quân Thái Bình ở miền bắc.
Năm 1851, sông Hoàng Hà đổi dòng lần cuối làm cho hàng vạn người mất nhà cửa, tàn phá nền kinh tế miền bắc, những tỉnh giàu có nhất bị ảnh hưởng, nhà Thanh không thể cứu trợ hữu hiệu nên nhiều người không chốn nương thân, liền gia nhập lực lượng Niệm quân bao gồm nông dân, binh sĩ, thương nhân buôn muối. Lực lượng Niệm quân có khoảng 4 vạn người do Trương Nhạc Hành, một thương nhân buôn muối chỉ huy khởi nghĩa vào tháng 11 năm 1852 tại Hào Châu. Năm 1855, các thủ lĩnh Niệm quân cử hành đại hội tại Trĩ Hà Tập (bắc An Huy), bầu Trương Nhạc Hành làm minh chủ, thống nhất lãnh đạo trong Niệm quân. Đến thời kỳ giữa Thái Bình Thiên Quốc, Niệm quân và quân Thái Bình đã bắt liên lạc với nhau, Niệm quân tiếp nhận sự lãnh đạo của Thái Bình Thiên Quốc, và Trương Nhạc Hành được Hồng Tú Toàn phong tước Ngô Vương. Kỵ binh Niệm quân nhiều lần cắt đứt đường giao thông liên lạc của quân Thanh tại miền Bắc, làm chủ nhiều vùng tại Giang Tô và Hà Nam.
Năm 1856 nhà Thanh phái dũng tướng Tăng Cách Lâm Thấm đến trấn áp Niệm quân, cho xây nhiều đồn lũy, tấn công mạnh vào kỵ binh Niệm quân. Năm 1859, hơn 20 vạn Niệm quân bị quân Thanh do tướng Thắng Bảo chỉ huy đánh bại ở bắc An Huy, năm 1863, thủ lĩnh Trương Nhạc Hành bị bắt, người cháu là Trương Tông Vũ lên thay.
Năm 1864, ông được phong Nhất đẳng Khác Tĩnh bá (一等恪靖伯).
Sau khi Thiên Kinh thất thủ, một số quân Thái Bình đã liên kết với Niệm quân tạo nên thế lực rất mạnh. Niệm quân chỉ dùng vũ khí thô sơ như mã tấu, xà mâu, cưỡi ngựa rất tài, tác chiến dũng cảm. Tháng 5 năm 1865, Niệm quân đã bao vây đại doanh của thống soái quân Thanh Tăng Cách Lâm Thấm ở Hà Trạch (Sơn Đông). Quân Thanh hết lương, Tăng Cách Lâm Thấm phải dẫn kỵ binh phá vòng vây trong đêm tối, bị Niệm quân phục kích giết chết, thu được 5000 chiến mã. Lúc đó thanh thế Niệm quân rất lớn, chấn động khắp nước. Nhà Thanh lo sợ Niệm quân đánh vào Bắc Kinh nên phái Tăng Quốc Phiên điều Tương quân và Hoài quân đến trấn áp.
Tăng Quốc Phiên nghiên cứu Niệm quân đã dùng chiến thuật lưu động chống lại quân triều đình như sau: "... Họ có khả năng chiến đấu nhưng không bao giờ đụng trận một cách khinh suất. Họ chờ cho ta di chuyển rồi tấn công khi ta đang đi. Đây chính là chiến lược của quân Thái Bình trong giai đoạn đầu mới nổi lên. Thứ tư, họ hành đông nhanh như bão táp. Có khi họ đi nghìn dặm trong vài ba ngày mà không ngừng, khi khác họ vòng vòng bao vây một đội quân nhỏ".
Ông viết: "Nếu ta chạy vòng vòng một lúc quân triều đình đuổi theo sẽ kiệt lực. Tăng vương (Tăng Cách Lâm Tấm) thua trận chính là vì quân Niệm dùng chiến thuật này. Quân Niệm có ba nhược điểm. Thứ nhất, chúng không có hỏa khí và vì thế không đánh được những đồn bót kiên cố. Thành thử nếu quân triều đình giữ được thành và dân binh giữ được các làng xã thì quân Niệm không làm gì được và cũng chẳng cướp được đồ ăn. Thứ hai, chúng không đóng quân mà vào trong nhà các nông trại để ở ban đêm. Cho nên dễ bị tấn kích. Thứ ba, chúng luôn luôn mang theo hành lý, vợ con, xe cộ, gia súc theo khi hành quân. Nếu quân triều đình lấy được hành lý đồ đạc là họ tổn thất lớn."
Sau đó Tả Tông Đường và Lý Hồng Chương được cử thay cho Tăng Quốc Phiên về làm Lưỡng Giang Tổng đốc. Lý và Tả cho xây lô cốt, tổ chức cho địa chủ vũ trang. Trong vòng mấy tháng, Đông Niệm quân từ Hà Nam tiến vào Hồ Bắc, đánh thắng nhiều trận, thu được nhiều súng đạn và chiến mã, quân số phát triển lên đến 10 vạn. Nhưng vì không có lập căn cứ địa, quân sĩ không được nghỉ ngơi nên lực lượng dần sút kém, phải rút về Sơn Đông. Lực lượng Hoài quân do Lưu Minh Truyền (về sau làm Tuần phủ Đài Loan) chỉ huy liên kết với Thường Thắng quân tấn công Đông Niệm quân gần Yên Đài. Mùa xuân năm 1868, Đông Niệm quân thất thủ tại Dương Châu, thủ lĩnh Lại Văn Quang bị bắt và hi sinh anh dũng.Tây Niệm quân từ Hà Nam tiến vào Thiểm Tây, Sơn Tây, triều đình cử Tả Tông Đường làm Khâm sai đại thần Đốc biện Thiểm Cam quân vụ đến trấn áp. Niệm quân đánh vào Trực Lệ, uy hiếp Thiên Tân. Nhà Thanh cấu kết với liên quân Anh - Pháp tấn công Tây Niệm quân, 17.000 Tây Niệm quân phải rút đến bờ sông Đồ Hải (Sơn Đông) thì gặp nước lụt, không qua sông được nên toàn bộ tử trận. Cuộc khởi nghĩa tuy thất bại nhưng ảnh hưởng của nó khá lớn, về lâu dài là một trong những nguyên nhân dẫn đến sự sụp đổ của nhà Thanh 40 năm sau.

### Xây dựng Xưởng đóng tàu Mã Vĩ
Trong thời gian làm Tổng đốc Mân Chiết (1865 - 1866) và Thuyền chính đại thần, Tả Tông Đường rất quan tâm đến ngành công nghiệp đóng tàu, ông chủ trương phát triển công nghiệp đóng tàu. Trong sớ dâng lên triều đình ông viết "nếu muốn tránh các bất lợi mà thu hoạch các lợi ích của biển cả thì đường lối duy nhất là tăng cường thủy quân, mà muốn xây dựng thủy quân thì chúng ta phải xây một bãi đóng tàu để chế tạo tàu chạy máy hơi nước ". Khi biết được người Nhật sẽ có tàu chạy hơi nước trong vòng vài năm, ông bắt đầu lo ngại. Nếu Trung Hoa không sớm đuổi kịp thì một ngày nào đó, họ sẽ phải đụng độ với Nhật Bản trên mặt biển, "khi họ có phương tiện, chúng ta chẳng có gì cả. Cũng chẳng khác gì qua sông người khác chèo thuyền thì chúng ta đi bè, cưỡi lừa chạy đua với người cưỡi ngựa".
Năm 1866, nhà máy chế tạo tàu thuyền Mã Vĩ (Phúc Châu) được thành lập trên diện tích 47 ha tại Mã vĩ thuộc địa phận Phúc châu trên sông Mân, bên cạnh đó còn có trường đào tạo học viên hải quân. 
Nhà máy bắt đầu đóng loại tàu mới, sử dụng máy móc và kỹ thuật cơ khí của Pháp do Thẩm Bảo Trinh (con rể Lâm Tắc Từ, nguyên Tuần phủ Giang tây, sau này làm Tổng đốc Phúc kiến chịu trách nhiệm xây dựng hệ thống phòng thủ bờ biển ở Đài Loan) làm Giám đốc, có sự chỉ đạo kỹ thuật của 50 kỹ sư người Pháp đứng đầu bởi hai cựu sĩ quan hải quân Pháp Prosper Giquel và Paul d'Aiguebelle, và 5000 người làm việc. Đến năm 1874, ngoài bến bãi, sân và công xưởng dùng cho việc đóng tàu, xưởng này còn thêm một đơn vị chế tạo vũ khí và đạn dược, đúc thép để sản xuất sắt dát mỏng, một ban phiên dịch và một trường dạy tiếng Pháp, tiếng Anh, toán, vẽ và hải trình học.
Kinh phí ban đầu là 40 vạn lạng bạc (55 vạn đô la) được huy động từ ngân sách các tỉnh Phúc Kiến, Chiết Giang, Quảng Đông. Trong thời gian 1866 – 1874, chi phí của xưởng lên tới 540 vạn lạng bạc (750 vạn đô la). Số nhân công của xưởng Mã Vĩ lúc cao nhất đạt tới 5000 công nhân, quy mô còn lớn hơn Giang Nam Cơ khí chế tạo Tổng cục.
Năm 1869 xuất xưởng chiếc tàu đầu tiên lấy tên là Vạn Niên Thanh, có công suất 150 mã lực. Năm 1893 xuất xưởng tàu chiến Fujing tải trọng 2200 tấn và được biên chế vào Hạm đội Phúc Kiến.
Trong vòng 40 năm, từ 1867 đến 1905, xưởng Mã Vĩ đã đóng 40 tàu chiến có tổng trọng tải là 300.000 tấn, chiếm tới 70% tổng trọng tải của hàng hải Trung Quốc.
Khi Chiến tranh Pháp - Thanh nổ ra năm 1884, tại Trận Phúc Châu xưởng đóng tàu Mã vĩ bị Hạm đội Pháp tấn công gây thiệt hại nặng nề.

### Trấn áp dân Hồi ở vùng tây bắc
Dân Hồi ở tây bắc rất dũng cảm và khỏe mạnh, gọi là Dungan. Tại Thiểm Tây có khoảng 6 triệu người Hồi, tại Cam Túc có khoảng 8 triệu người Hồi. Lúc nhỏ họ đã tập bắn cung tên và cưỡi ngựa. Họ có thể ném đá như bắn tên, trúng kẻ địch ngoài một trăm bước. Sự áp bức của nhà Thanh đối với dân Hồi ở Tây Bắc rất tàn khốc. Vì thế dân Hồi không ngớt phản kháng. Năm 1862, dân Hồi đã phát động cuộc khởi nghĩa Dungan (người Hồi) đại quy mô, thành lập 18 đại doanh ở miền đông Cam Túc. Quân khởi nghĩa tiến đánh Tây An (thủ phủ Thiểm Tây), giáng cho quân Thanh một đòn nặng. Đến năm 1864, khởi nghĩa đã lan rộng khắp các tỉnh Thiểm Tây, Cam Túc, Ninh Hạ, và Tân Cương. Năm 1866, quân khởi nghĩa phối hợp tác chiến với Tây Niệm quân, phát triển thế lực đến Bắc Thiểm Tây. Nhà Thanh bổ nhiệm Tả Tôn Đường làm Tổng đốc Thiểm Cam (1866 - 1876) và Đốc biện quân vụ Thiểm Tây, lực lượng có 55 ngàn quân. 
Tả Tông Đường huy động thêm được 75 ngàn quân, tập trung lực lượng đàn áp, dùng súng đạn tối tân của hãng Krupp (Đức) tấn công mạnh vào quân khởi nghĩa, nhất là cánh quân của thủ lĩnh Mã Hoa Long. Quân khởi nghĩa cho xây hơn 50 đồn trại xung quanh Cam Tích Bảo (Cam Túc), kháng cứ quân Thanh quyết liệt. Quân Thanh phá đê sông Hoàng Hà cho nước tràn ngập quân khởi nghĩa, làm lực lượng quân khởi nghĩa bị tổn thất nặng.
Năm 1869, trong khi bình định Thiểm Tây, quân Thanh đã tàn sát 2 vạn người. Sau 16 tháng kháng cự quyết liệt đến tháng 2 năm 1871, thủ lĩnh Mã Hoa Long phải quy hàng. Hàng nghìn người Hồi bị đưa đến các vùng khác nhau trong nước. 11.000 người bị đưa đến Bình Lương; 20.000 phụ nữ, trẻ con, người già được đưa đến định cư ở Nam Cam Túc, người Hồi bị cấm định cư ở Cam Tích Bảo.
Tả Tông Đường tiến quân đến Hạ Châu (Lâm Hà), nơi tập trung đông người Hồi ở phía tây Lan Châu và là cửa ngõ con đường thương mại giữa Cam Túc và Tây Tạng do thủ lĩnh Mahanao phòng thủ. Sau 3 tháng tấn công, quân Thanh chiếm được Tây Ninh vào cuối thu năm 1872. Hàng ngàn quân khởi nghĩa bị giết.
Tháng 9 năm 1873, Tả Tông Đường cho 15 ngàn quân công hãm thành Túc Châu, vũ khí quân khởi nghĩa chỉ có súng trường không thể địch nổi đại bác tối tân của Đức sản xuất, Túc Châu bị chiếm ngày 24 tháng 10. Tả Tôn Đường cho xử tử 6.973 người Hồi, những người còn sót lại bị đưa đến miền nam Cam túc. Cuộc khởi nghĩa của dân Hồi ở Tây Bắc đến năm 1873 mới bị thất bại hoàn toàn.
Ngày 14 tháng 12, ông nhậm chức "Hiệp bạn Đại học sĩ". 1 năm sau, ngày 18 tháng 9, nhậm "Đông các Đại học sĩ"

### Chuẩn bị chiếm Tân Cương

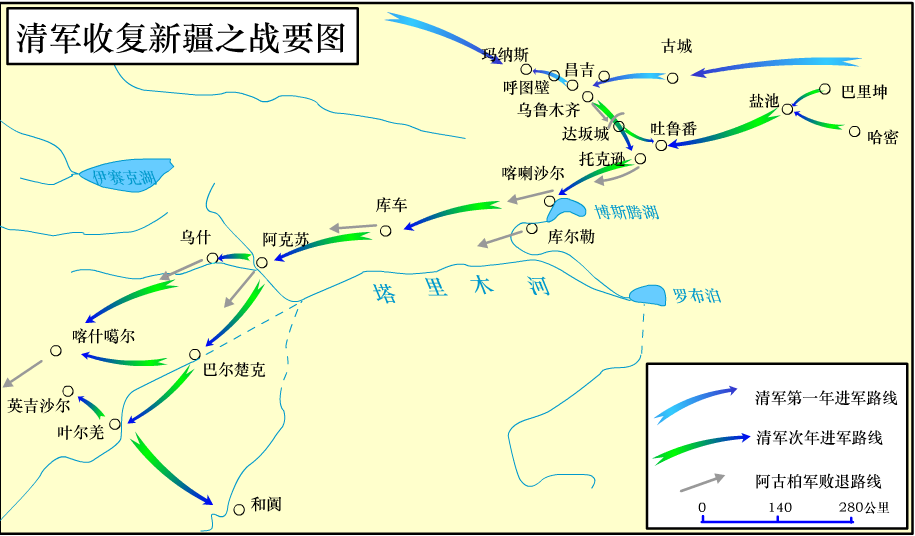
Chiến dịch quân Thanh thu phục Tân Cương

Tả Tông Đường dẫn quân băng qua sa mạc tiến vào vùng Tarim (Tân Cương) đàn áp cuộc khởi nghĩa do thủ lĩnh A Cổ Bá (1820 – 1877) lãnh đạo ở Tân Cương, và giải phóng Y Lê khỏi ách thống trị của đế quốc Nga. Trong thời gian này, nhà Thanh chi tiêu quân phí rất tốn kém. Từ năm 1875 đến 1878, mặt trận phía Tây (Turkestan, Tân Cương) tốn mất 51 triệu lạng bạc, trong đó 14 triệu lạng bạc được các ngân hàng của Anh cho vay, triều đình cung cấp 26,7 triệu lạng bạc trong vòng 3 năm.
Năm 1865, Hạo hãn Cổ quốc A Cổ Bá xâm nhập Tân Cương, chiếm giữ vùng biên giới phía nam Tân Cương, thành lập nước Triết Đức Sa Nhi Hãn. Năm 1870, A Cổ Bá đem quân tiến lên phía bắc đánh chiếm Ô Lỗ Mộc Tề. Tháng 5 năm 1872, A Cổ Bá ký kết với nước Nga điều ước cắt nhượng đất đai cho Nga. Hai nước Anh và Nga ganh đua trong việc ủng hộ A Cổ Bá, đưa đến hàng vạn khẩu súng từ Ấn Độ. Chỉ trong một chuyến hàng đưa sang từ Ấn Độ, số lượng vũ khí đã lên tới 22.000 khẩu súng, 8 đại bác, 2.000 đạn pháo. Đế quốc Ottoman cũng công nhận A Cổ Bá là lãnh tụ chính trị Hồi giáo và gửi đến 12.000 súng trường, 8 khẩu đại bác. Quân số của A Cổ Bá lên tới 45.360 người, được sĩ quan Ottoman huấn luyện.
Năm 1875, Tả Tông Đường được thăng Khâm sai đại thần, Đốc biện Tân Cương quân vụ, Văn Hoa điện Đại học sĩ, đồng thời ông cũng được đặc cách làm Tiến sĩ mà không cần qua khảo thí. Tả Tông Đường biết ông không thể trông đợi kiếm đủ thực phẩm cho binh sĩ tại vùng đổ nát này và ông phải giữ một nguồn tiếp liệu dài gần 10.000 km mà không có xa lộ hay đường xe lửa để bảo đảm cung cấp cho đều đặn. Thực tế đã ảnh hưởng to lớn đến chiến lược của ông trong kỳ chinh phạt này.

### Xây dựng hệ thống quân nhu tiếp liệu, tân trang vũ khí
Năm 1866 ông bắt đầu thiết lập một hệ thống tiếp vận. Trước hết, ông xây 5 trung tâm hậu trạm chia đều từ Đông Nam đến Tây Bắc (gồm Thượng Hải trong tỉnh Giang Tô, Thiên Tân trong tỉnh Hà Bắc, Phần Châu ở Sơn Tây, Bao Ninh và Thuận Tân ở Tứ Xuyên) và từ đó lương thực, vũ khí và các loại khí cụ khác được mua để chở tới mặt trận. Các trạm cung ứng dịch vụ quân đội ở gần hay tại mặt trận như ở Tây An (Thiểm Tây), Thiên Thủy (Cam Túc) được thành lập để nhận vật liệu chở từ hậu trạm tới và cung cấp cho lực lượng ở trận tiền bằng cáng, xe hay lạch đà xuyên qua hàng ngàn cây số sa mạc. Giữa các trạm dịch vụ chính và hậu trạm có một hay nhiều trạm trung gian để nhận và giao vật dụng. Hán Khẩu chẳng hạn dùng làm hậu trạm phân phối thóc gạo cho mặt trận Thiểm Cam, từ đó tiếp liệu được chở tới Tây An theo nhiều đường khác nhau. Với hệ thống cung cấp như thế có thể giữ cho tiếp vận không bị gián đoạn.
Năm 1874, Tả Tông Đường đã chủ động chuẩn bị binh lương, vay tiền Ngân hàng Hối Phong tại Hương Cảng, cho người đến Lương Châu, Túc Châu, Ninh Hạ, Bao Đầu và cả nước Nga thu mua lương thực, chia đường chở đến Cáp Mật và nhiều vùng khác xa đến hàng ngàn dặm. Hàng đoàn người và xe vận chuyển lương thảo có quan binh bảo vệ vượt qua sa mạc tập trung về Cáp Mật. Sau 2 năm, số lương thực tại Cáp Mật đã lên tới hơn 1000 tấn, các nơi khác cũng có đến hàng trăm tấn, tích trữ đủ quân lương. 
Giúp việc đắc lực cho ông có thương nhân Hồ Tuyết Nham lo liệu vật tư và quân trang cần thiết cho quân Tây chinh, lệnh cho Hồ Tuyết Nham nhập vũ khí hiện đại cần thiết từ bên ngoài để thu phục Tân Cương.
Đồng thời năm 1873, Tả Tôn Đường thành lập Lan Châu Cơ khí cục, cải tạo quân khí theo kiểu của Đức, mua hàng ngàn súng trường và đại bác của hãng Krupp và Dreyse.

### Quân đồn trú khai phá đất hoang
Ngoài việc thiết lập đường tiếp liệu từ các khu vực duyên hải, Tả Tông Đường còn theo đuổi một chiến lược cổ điển để giải quyết các vấn đề lương thực. Ông ra lệnh cho quân sĩ khai phá các đất hoang trong khu vực doanh trại để sản xuất thóc gạo cho riêng họ. Chiến lược này vốn dĩ dùng từ thời nhà Hán trong thế kỷ thứ nhất và thứ hai cho đến cuối thế kỷ 18 khi nhà Thanh đóng quân ở Tân Cương. Khai phá đất hoang tại các vùng biên giới chủ yếu là một chiến lược giải quyết các vấn đề tiếp liệu nhưng cũng có những ảnh hưởng xã hội-kinh tế đáng kể. Thay vì đóng quân để khai hoang, có khi triều dình cho hạt giống, nông cụ, gia súc và chia đất cho nông dân rồi để họ cày cấy. Sau mùa gặt, nhà nước mua hoa màu thặng dư để nuôi quân. Chính sách đó gọi là Dân Đồn nghĩa là để cho dân làm ruộng. Việc đó giúp cho chính quyền sở tại vỗ về được lòng dân và tái lập trật tự. Ngoài ra, Tả Tông Đường cũng ra lệnh cho quân sĩ của ông tu sửa các hệ thống thủy lợi, dắp đường và trồng cây. Trong suốt chiến dịch này, quân của ông đã khai phá được hơn 19.000 mẫu, trồng 568.000 cây, làm được 96 cái cầu, đắp 800 dặm đường và sửa 13 hệ thống dẫn nước và sông rạch.

### Thành lập quân Tây chinh
Tả Tôn Đường chỉnh đốn quân vụ, những ai không muốn tham gia quân Tây chinh đều được trở về quê, còn những ai ở lại phải chấp hành nghiêm minh kỷ luật không được tự ý dời doanh trại. Ông lệnh cho Lưu Cẩm Đường chiêu mộ thêm tinh binh từ Hồ Nam, nâng tổng số người gốc Hồ Nam trong quân Tây chinh lên tới 17.000 người, cộng thêm 16 đạo quân của Trương Diệu tạo thành lực lượng chủ lực của quân Tây chinh, tiếp theo quân Thục, quân Hoài cũng gia nhập đội quân Tây chinh, nâng tổng số quân lên tới 8 vạn người.Tả Tôn Đường thành lập quân Tây chinh gồm nhiều sắc tộc Hán, Mãn, Hồi. Quân Hán và Hồi do Đổng Phúc Tường chỉ huy, quân Mãn do Ngạc Nhĩ và Khánh Nhạc chỉ huy. Ông giáo dục tinh thần chiến đấu cho binh sĩ, ông nói: "Tân Cương từ thời Hán đã thuộc về Trung Quốc, còn người A Cổ Bá chỉ là dị tộc. Cuộc chiến tranh này là để thu hồi biên cương cho tổ quốc, vì thế các tướng sĩ phải có ý thức quân dân một nhà".
Sau 6 năm chuẩn bị kỹ càng, tháng 3 năm 1876, Tả Tôn Đường đặt bộ tư lệnh quân Tây chinh ở Túc Châu. Tháng 8 năm 1876, quân Thanh bắt đầu xuất phát với phương châm tiến chậm đánh thắng. Binh sĩ hành quân hơn 2 tháng vượt 2000 dặm gặp địch là đánh, khẩu phần ăn chỉ có 8 ngày nên trong hành trang mỗi binh sĩ đeo mười mấy cân khoai chạy trên sa mạc nóng bỏng, tinh thần chiến đấu hi sinh quên mình.
Quân Thanh do Lưu Cẩm Đường, Đạo đài Tây Ninh chỉ huy tiếp cận thành Ô Lỗ Mộc Tề đến tháng 11 thì công hãm thành Mã Nạp Tư Nam (Manasi), tiêu diệt quân A Cổ Bá ở dải biên giới phía bắc, sau đó quân Thanh từ Ô Lỗ Mộc Tề tiến xuống phía nam công hãm thành Đạt Bản, nơi A Cổ Bá tập trung nhiều quân tinh nhuệ, tiêu diệt quân chủ lực của A Cổ Bá tại đây. Sau đó quân Thanh do Trương Diệu chỉ huy tiến đến Khắc Thác Khắc Tôn, Thổ Lỗ Phan. A Cổ Bá tại Khố Nhĩ Lạc (Korla) thế cùng phải tự sát. Tháng 1 năm 1878, Đổng Phúc Tường chiếm lại Vu điền. Quân Thanh liên tiếp thu hồi các thành Khố Xa, A Khắc Tô (Aksu), Hòa Văn... đến năm 1878 biên giới phía nam hoàn toàn thuộc về Trung Quốc.

### Giành lại Y lê
Y Lê (Ili) là tên gọi một vùng đất xung quanh lưu vực sông Y Lê (Ili). Sông này bắt nguồn trong dãy núi Thiên Sơn, chảy về phía đông một đoạn ngắn rồi đột ngột quay về phía tây, sau đó vượt hơn một nghìn cây số trước khi đổ vào hồ Balkhash. Miền Y Lê nằm về phía bắc dãy Thiên Sơn, cư dân chủ yếu là người Uyghur (Duy Ngô Nhĩ) và Kazazh (Cáp Tát Khắc). Vào thời Tống, Nguyên, Minh, Trung Quốc không kiểm soát được miền này. Vào thời nhà Thanh, Y Lê là miền đất xa nhất về phía tây thuộc về Trung Quốc, thủ phủ là Ô Lỗ Mộc Tề (Urumqi). Thời nhà Thanh hay nghe cụm từ "đày đi Y Lê", đó là một hình phạt nặng, vì đi từ Bắc Kinh đến Y Lê phải mất vài tháng mới tới nơi.
Năm 1871, nước Nga viện cớ thu hồi những vùng đất trước đây đã bị nhà Thanh chiếm, tiến quân vào Y Lê, tuyên bố "tạm chiếm Y Lê, đợi khi nào Thanh đình có đủ khả năng thống trị miền đó thì sẽ trả lại". Nhưng 7 năm sau, khi Tả Tông Đường đã bình định được Tân Cương rồi, nhà Thanh xin Nga trả lại Y Lê, Nga thản nhiên nuốt lời, bắt Công sứ Sùng Hậu của nhà Thanh phải ký Điều ước Livadia năm 1879 gồm 18 khoản mà các khoản chính là Thanh phải bồi thường quân phí 280 vạn lạng bạc cho Nga, và cắt nhường Nga miền phú nguyên duy nhất của Y Lê chiếm tới 70% diện tích Y Lê, cho Nga mở 3 tuyến đường thương mại làm cho dư luận triều đình và dân chúng bất bình. Trương Chi Động dâng sớ phản đối kịch liệt. Từ Hi Thái Hậu bãi nhiệm chức vụ của Sùng Hậu, chuẩn bị chiến tranh với Nga, cung cấp thêm 25,6 triệu lạng bạc chiến phí cho Tả Tông Đường. Mùa hè năm 1880, Tả Tông Đường lúc đó đã 68 tuổi điều quân từ Túc Châu tấn công Cáp Mật, sĩ khí quân Thanh rất cao. Thế tấn công của quân Thanh đã hỗ trợ rất nhiều cho ngoại giao nhà Thanh đàm phán với Nga.
Nhờ vào tài năng của nhà ngoại giao Tăng Kỷ Trạch (con trai Tăng Quốc Phiên), vào ngày 24 tháng 2 năm 1881, hai nước ký kết bản Hiệp ước tại St. Petersburg theo đó Nga bị bắt buộc hoàn trả cho Trung Hoa một số phần đất chiến lược nằm trong vùng Ili, sau khi đã bị nhượng bởi chữ ký không được cố vấn tốt của Đại sứ Sùng Hậu trong Điều ước Livadia năm 1879. Sự thành công vào dịp này của Tăng Kỷ Trạch một phần nhờ ở sự chiến thắng quân sự của Tả Tông Đường tại Tân Cương và sự hậu thuẫn mãnh liệt của Tả Tông Đường và các nhân vật khác trong các cuộc thương thảo tại Nga.
Năm 1884, Tân Cương trở thành khu vực cấp tỉnh, do đó đã gắn chặt hơn nữa quan hệ với các khu vực và các tỉnh khác. Với diện tích 1.650.000 km2, Tân Cương là khu vực hành chính lớn nhất của Trung Quốc, rộng gấp ba lần nước Pháp. Lưu Cẩm Đường được bổ nhiệm làm Tuần phủ Tân Cương trực thuộc Tổng đốc Thiểm Cam.
Sau khi ổn định tình hình, Tả Tông Đường đề xuất lên triều đình nhiều chủ trương chính sách thúc đẩy kinh tế văn hóa Tân Cương, có tác dụng tích cực đối với việc khai phá vùng biên giới, thành lập các cơ sở sản xuất kiểu mới ở vùng Tây Bắc như: Lan Châu Cơ khí chức ni cục - xưởng dệt len cơ khí đầu tiên của Trung quốc dùng máy móc của Đức, thành lập năm 1878, Tổng cục Tơ tằm A Khắc Tô, Lan Châu Chế tạo cục thành lập năm 1871, Tây An Cơ khí cục thành lập năm 1869.
Nhờ công lao này, Tả Tôn Đường được thăng Nhị đẳng Khác Tĩnh hầu năm 1878, bổ nhiệm làm Quân cơ đại thần năm 1880, Tổng đốc Lưỡng Giang (1881 - 1884). Trước khi mất vào năm 1885, ông còn gửi lên triều đình đề nghị thành lập Hải quân nha môn, tăng cường sức mạnh của hải quân trước sự đe dọa của các nước phương Tây lúc bấy giờ.
Theo Lư Phụng Các (Lu Fungge), Tả Tông Đường dùng khoảng 6 năm để chuẩn bị cho việc tây chinh nhưng ông chỉ mất một năm rưỡi là hoàn thành việc thu hồi cả Tân Cương, ngoại trừ Y Lê vẫn do Nga chiếm đóng và chỉ trả lại cho Trung Hoa sau khi thương thuyết một thời gian dài. Là một trong những cấp chỉ huy quân sự xuất sắc của thời kỳ Đồng Trị, những đóng góp của ông cho việc hiện đại hóa quân sự có thể sánh ngang với Lý Hồng Chương. Chẳng hạn như ông xây dựng các bãi đóng tàu và xưởng đúc khí giới ở Phúc Châu và Lan Châu. Chiến lược quân sự và chiến thuật của ông trong kỳ chinh phạt huy hoàng hơn bất cứ cấp chỉ huy nào đồng thời với ông. Hệ thống tiếp liệu của ông và tổ chức quân đội ngoài mặt trận gần giống như hệ thống của người Đức dùng trong Chiến tranh Áo - Phổ năm 1866. Tuy nhiên theo Lư, Tả Tông Đường không học của người Đức mà tự ông nghĩ ra. Ngoài ra, chương trình khai khẩn đất hoang bằng quân đội và dân sự cũng như các kế hoạch khác trong việc vãn hồi trật tự xã hội - kinh tế địa phương đã vượt ra khỏi chiến lược quân sự trong việc giải quyết vấn đề tiếp liệu.
Năm 1885, ông qua đời vì bệnh ở Phúc Châu, được triều đình truy thụy là "Văn Tương" (文襄), an táng ở thôn Thương Trúc, xã Thạch Môn của Trường Sa. Ông được đưa vào thờ trong "Hiền lương từ".

## Gia đình
- Ông cố: Tả Phùng Thánh (左逢圣)
- Bà cố: Tưởng thị (蒋氏)
- Ông nội: Tả Nhân Cẩm (左人锦)
- Bà nội: Dương thị (杨氏)
- Cha: Tả Quan Lang (左观澜, 1778 - 1830)
- Mẹ: Dư thị (余氏, 1775 - 1823)
- Anh cả: Tả Tông Vực (左宗棫, 1799 - 1823)
- Anh hai: Tả Tông Thực (左宗植, 1804 - 1872)

### Thê thiếp
- Chu Di Đoan (周诒端, 1812 - 1870), tự Quân Tâm (筠心).

### Hậu duệ

#### Con trai
1. Tả Hiếu Uy (左孝威, 1846 - 1873), tự Tử Trọng (子重).
2. Tả Hiếu Khoan (左孝宽, 1847)
3. Tả Hiếu Huân (左孝勳, 1853)
4. Tả Hiếu Đồng (左孝同, 1857 - 1924), tự Tử Dị (子异).

#### Con gái
1. Tả Hiếu Du (左孝瑜, 1833 - ?), tự Thận Quyên (慎娟), gả cho con trai của Tổng đốc Lưỡng Giang Đào Chú là Đào Quáng. Bản thân bà có tác phẩm "Tiểu Thạch Ốc thi thảo" (小石屋诗草).
2. Tả Hiếu Kỳ (左孝琪, 1834 - 1873), tự Tĩnh Trai (静斋), có tác phẩm "Y Lan Thất thi thảo" (猗兰室诗草).
3. Tả Hiếu Lâm (左孝琳, 1837 - ?), tự Tương Kiều (湘娵), gả cho Lê Phúc Xương. Bản thân bà có tác phẩm "Quỳnh Hoa Các thi thảo" (琼华阁诗草).
4. Tả Hiếu Tân (左孝璸, 1837 - ?), tự Thiếu Hoa (少华), gả cho Chu Dực Tiêu. Bản thân bà có tác phẩm "Đạm Như Trai di thi" (淡如斋遗诗).